# HZ Bygg Arena
Hisstech AB Arena är en speedwaybana i Hallstavik i Norrtälje kommun, Sverige. Den är hemmabana för elitserielaget Rospiggarna. Banan hette tidigare "Orionparken" men efter splittringen mellan Rospiggarna och MK Orion döptes banan om. I Parken finns även en 80cc-bana och en BMX-bana. Efter namnet Orionparken hette arenan Carl Wahren Arena under en period. Arenan har även hetat HZ Bygg Arena men den 28 augusti 2019 blev det klart att bygg- och fastighetsbolaget Credentia blir ny huvudsponsor för Rospiggarna, och som en effekt av detta bytte arenan namn till Credentia Arena årsskiftet 2019-2020. Sedan säsongsstarten 2024 har arenan ånyo bytt namn, även denna gång efter sponsorn, till Hisstech AB Arena.
I SM-finalen 28 september 2016 var publiksiffran 8012.

## Fakta
- Mått: Banan är 289 meter lång och har en kurvradie på 26,5 meter. Kurvbredden är 16 meter.
- Mått 80cc-banan: 150 meter lång.
- Banrekord: 54,5 sekunder, Kai Huckenbeck, 6 juni 2023.
- Övrigt: Strålkastarbelysning existerar.